# Kamienica przy ulicy Mariackiej 10 w Katowicach
Kamienica przy ulicy Mariackiej 10 w Katowicach – narożna kamienica mieszkalno-handlowa, położona przy ulicy Mariackiej 10 (róg z ulicą św. Stanisława) w Katowicach-Śródmieściu. Powstała ona w stylu neorenesansowym w 1873 roku według projektu Ignatza Grünfelda, zaś w 2020 roku przeszła ona kompleksową renowację. Wpisana jest ona do gminnej ewidencji zabytków miasta Katowice. 

## Historia

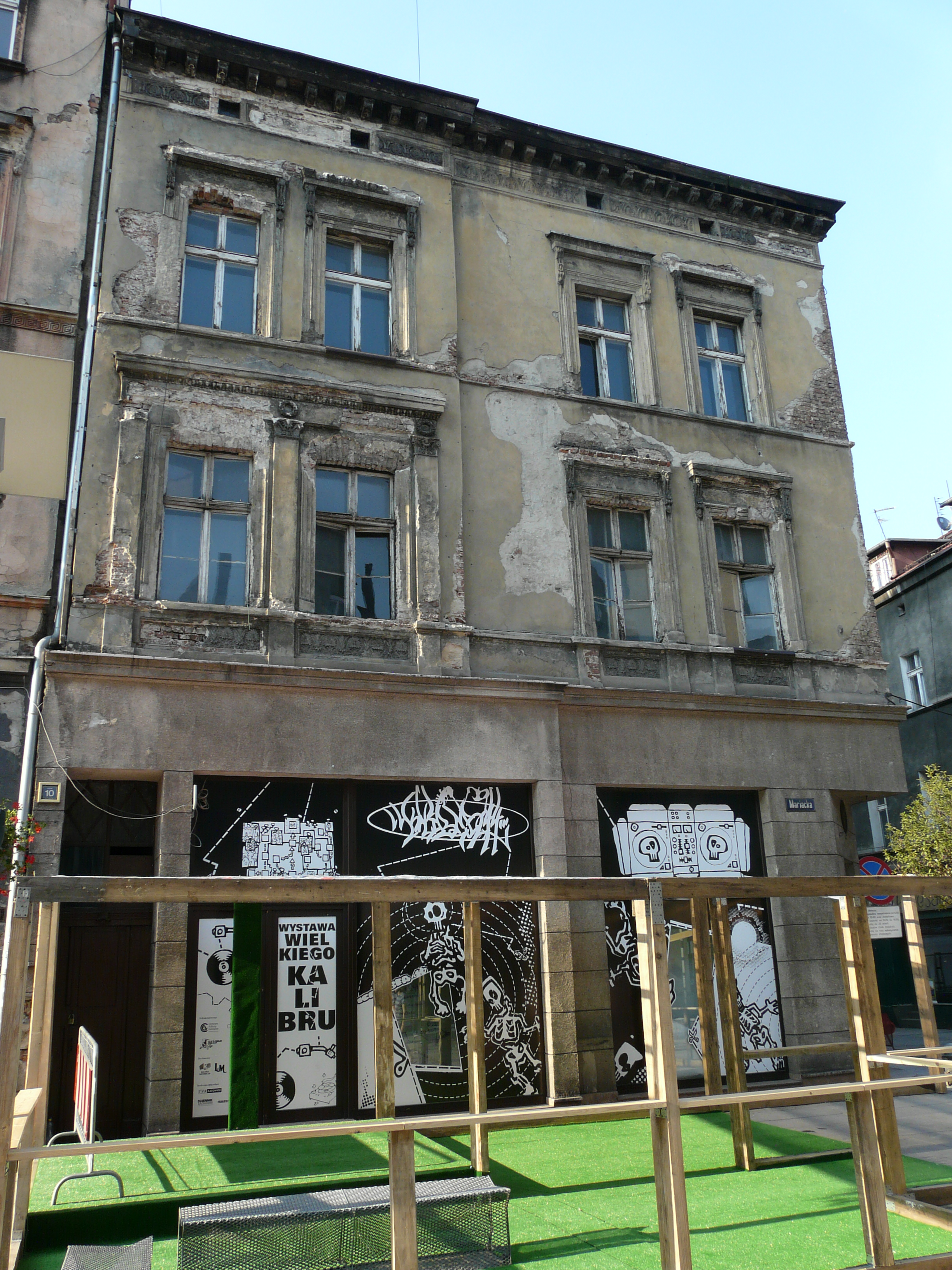
Kamienica od strony ulicy Mariackiej w lipcu 2013 roku

Jest to jedna z najstarszych istniejących kamienic w centrum Katowic. Została wybudowana w latach 70. XIX wieku – jej oddanie do użytku nastąpiło w 1873 roku. Budynek zaprojektował architekt Ignatz Grünfeld. Właścicielami kamienicy byli kolejno m.in.: J. Nebel, P. Neumann i J. Ratka. Józef Ratka był rzeźnikiem i posiadał tę kamienicę w 1914 roku.
W latach międzywojennych kamienica została przebudowana. W okresie 1935–1936 właścicielem kamienicy był skład rzeźnicki „Silesiebacon”, a prócz mieszkań, w kamienicy miesił się wówczas gdyński dom delikatesowy (wg Abramskiego – gdański) oraz kwiaciarnia. W kamienicy mieścił się dawniej także salon DESY, później działało Centrum na Mariackiej, a także bar Winkel.
Według pisma Biura Konserwatora Zabytków Urzędu Miasta Katowice z dnia 31 lipca 2009 roku kamienica wymagała wówczas pilnego remontu, a jej modernizacja miała zostać wykonana wcześniej poprzez radykalną przebudowę obiektu z przeznaczeniem przyziemia na potrzeby DESY, a wyższych kondygnacji na pomniejszone mieszkania. W ramach prac planowano także udrożnienie podwórza kamienicy i budowę kotłowni.
W okolicach 2010 roku miasto ogłosiło konkurs architektoniczny na opracowanie koncepcji przebudowy i zmiany funkcji kamienicy. Miała ona na poziomie pierwszego i drugiego piętra zostać poddana renowacji z zachowaniem dekoracji, parter miał być przebudowany, a także miała zostać wzniesiona nowa kondygnacja. W dniu 15 marca 2010 roku w Galerii Rondo Sztuki odbyła się uroczystość wyłonienia zwycięskiej koncepcji przebudowy kamienicy, w której wybrano projekt gliwickiej pracowni INCO. Na przebudowie kamienicy miasto planowało wówczas 10 milionów złotych. Inwestycja ta jednak nie okazała się dla miasta priorytetowa i dalej kamienica pozostawała opuszczona.
Miasto Katowice, będące wówczas właścicielem kamienicy, w dniu 19 maja 2016 roku wystawiło budynek na sprzedaż w drodze przetargu ustnego nieograniczonego. Cena wywoławcza wynosiła wówczas 1,55 mln złotych. Przetarg ten wygrała spółka Polskie Kamienice, a za nieruchomość zapłaciła ona 3,3 mln złotych. 
W 2019 roku nowy właściciel kamienicy rozpoczął jej modernizację. Pod koniec września 2020 roku kompleksowy remont kamienicy zmierzał ku końcowi. W ramach prac elewacja zyskała jasny odcień, a także odnowiono detale architektoniczne jak ornamentykę roślinną przy okiennicach i gzymsy.
Inwestor zaplanował także rozbudowę kamienicy o przeszkloną, nową kondygnację wzbogaconą w zieleń, w której miał znaleźć się skybar. Po przebudowie budynek ma posiadać łącznie 6 kondygnacji. Przebudowa miała zostać pierwotnie ukończona w II-III kwartale 2019 roku, a sam projekt przygotowała pracownia Embea Architektura.

## Charakterystyka
Kamienica położona jest przy ulicy Mariackiej 10 w Katowicach, róg z ulicą św. Stanisława, w katowickiej dzielnicy Śródmieście. Została ona wybudowana w stylu neorenesansowym, na planie w kształcie odwróconej litery „L”. Powierzchnia zabudowy budynku wynosi 325 m², zaś powierzchnia użytkowa 1038,43 m². Kamienica posiada trzy kondygnacje nadziemne, poddasze i podpiwniczenie. Wysokość I piętra wynosi około 360 cm, zaś II pięta około 340 cm. 
Bryła budynku jest zwarta i udekorowana zamykającymi ją niewielkimi ryzalitami. Elewacja budynku jest tynkowana i niesymetryczna. Od strony ulicy Mariackiej elewacja jest czteroosiowa, a od strony ulicy św. Stanisława ośmioosiowa, z czego trzy z osi zachowało swój pierwotny wygląd. Parter budynku posiada duże okna wystawiennicze i ścięty narożnik. Został on, jak i pozostałe kondygnacje zwieńczony gzymsem. 
Okna w kamienicy są prostokątne w tynkowanych, profilowanych obramowaniach, zwieńczone gzymsami wspartymi na konsolach. Od strony ulicy Mariackiej, w skrajnej osi okna są zdwojone, ujęte we wspólne obramowania, zaś od strony ulicy św. Stanisława potrójne, także we wspólnym obramowaniu. We wnętrzu kamienicy znajdują się dwubiegowe schody z balustradą żeliwną. 
Kamienica wpisana jest do gminnej ewidencji zabytków miasta Katowice.